# Elephants Dream
Elephants Dream è un cortometraggio del 2006 diretto da Bassam Kurdali.
La produzione, con le caratteristiche del film a contenuto aperto, venne avviata nel settembre del 2005: inizialmente venne sviluppato con il nome di Orange da un gruppo di sette artisti e animatori di tutto il mondo. La prima idea per il titolo del film era stata Machina, poi venne cambiato in Elephants Dream per aderire in maniera migliore al modo in cui venne sviluppata la trama.
Il film, uscito il 24 marzo 2006, è fruibile attraverso la licenza Creative Commons BY (attribuzione).

## Trama
Emo e Proog, tra strani effetti sonori e scenografie molto particolari, conducono lo spettatore all'interno di un mondo bizzarro fatto di ingranaggi e grovigli di cavi, abitato da singolari personaggi, come una macchina per scrivere vivente, una enorme colonna con all'interno un ascensore ma soprattutto una grande quantità di uccelli davvero insoliti.

## Produzione
Il film è stato annunciato per la prima volta nel maggio del 2005 da Ton Roosendaal, il presidente della Blender Foundation e sviluppatore capo di Blender, il principale software di modelizzazione, rendering e animazione 3D usato per la creazione del film. Il progetto è stato finanziato congiuntamente dalla Blender Foundation e dall'Istituto di Arti Multimediali olandese. La Fondazione è riuscita a mettere insieme gran parte dei propri fondi grazie alle prevendite del DVD. Chiunque ne abbia ordinato uno prima del 1º settembre ha potuto vedere il proprio nome inserito nella lista dei ringraziamenti in coda al film.
La gran parte della potenza di calcolo necessaria al rendering del film è stata donata dalla Bowie State University che ha messo a disposizione per il progetto BSU Xseed , un cluster da 2.1 TFLOPS basato su macchine Apple Xserve G5.

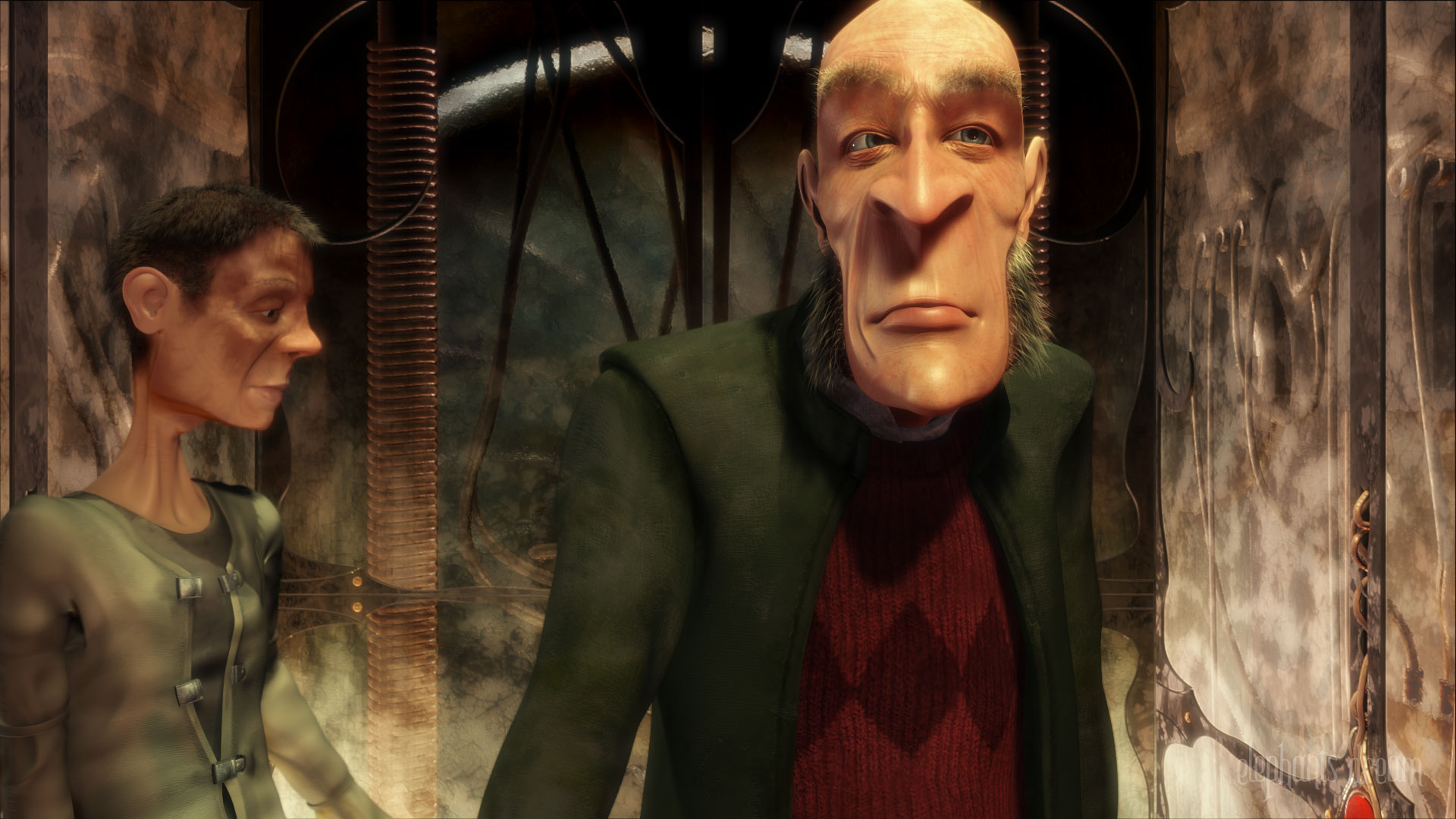
Frame del film che mostra i personaggi principali, Emo e Proog

Lo scopo del film è provare sul campo, sviluppare e pubblicizzare le potenzialità del software open source, dimostrando che cosa possa essere fatto con strumenti di questo tipo nel campo dell'organizzazione e della produzione di contenuti di qualità per i film.
Durante lo sviluppo del film e proprio grazie a questo progetto sono state aggiunte in Blender diverse nuove caratteristiche come un compositore integrato basato su nodi, rendering di capelli e pellicce, un nuovo sistema di animazione e una nuova pipeline di rendering, molti aggiustamenti ergonomici ed altri aggiornamenti.

### Cast tecnico
- Produttore: Ton Roosendaal
- Direttore dell'animazione: Bassam Kurdali
- Art director: Andy Goralczyk
- Artisti: Matt Ebb, Bastian Salmela, Lee Salvemini
- Direttore tecnico: Toni Alatalo
- Compositore: Jan Morgenstern

## Distribuzione
I contenuti del film sono stati distribuiti sotto la Creative Commons Attribution license, in modo che gli spettatori possano apprenderne i segreti ed usarli ovunque essi vogliano. Il DVD include le versioni NTSC e PAL del film su dischi separati, una versione ad alta definizione come file video in formato XviD e tutti i file sorgenti delle animazioni.
Il film può essere scaricato sia direttamente sia via BitTorrent sul sito ufficiale dell'Orange Project dal 18 maggio 2006, insieme a tutti i file sorgenti delle animazioni.

## Software e tools usati
- Blender
- CinePaint
- DrQueue, su drqueue.org.
- GIMP
- GNOME
- Inkscape
- KDE
- OpenEXR
- Python
- Seashore
- Subversion
- Reaktor (unico software proprietario)
- Twisted
- Ubuntu
- Verse protocol